# Veluwe (De Peel)
De Peel de Veluwe is een onderdeel van Nationaal Park De Groote Peel in de gemeente Asten. 
Het betreft een noordelijk deel van de Groote Peel, binnen de gemeente Asten. De oudste kaarten laten zien dat het ging om het zuidelijkste gebied binnen de gemeente Asten, afgezet tegen de noordelijker gelegen Peel het Eeuwige leven. Later gaf met de Peel de Veluwe aan als een gebied noordelijk van de veenderij van de maatschappij Griendtsveen. 
Hoe ook genaamd, het noorden van de Groote Peel heeft een belangrijk deel van een oude wegenstructuur bewaard voor zover het geen deel uitmaakte van deze veenderij. 
De naam van het gebied is een oude, verbogen vorm van het woord "vaal" of "veel" in de betekenis "grauw" en verwijst naar het voorkomen van de vale turf of grauwveen, die niet geschikt was voor huisbrand maar wel voor turfstrooisel.